# Moon Alien
Moon Alien est un jeu vidéo sorti en 1979 sur borne d'arcade. Il s'agit d'un shoot them up fixe édité par Nichibutsu.